# Columbi ägg

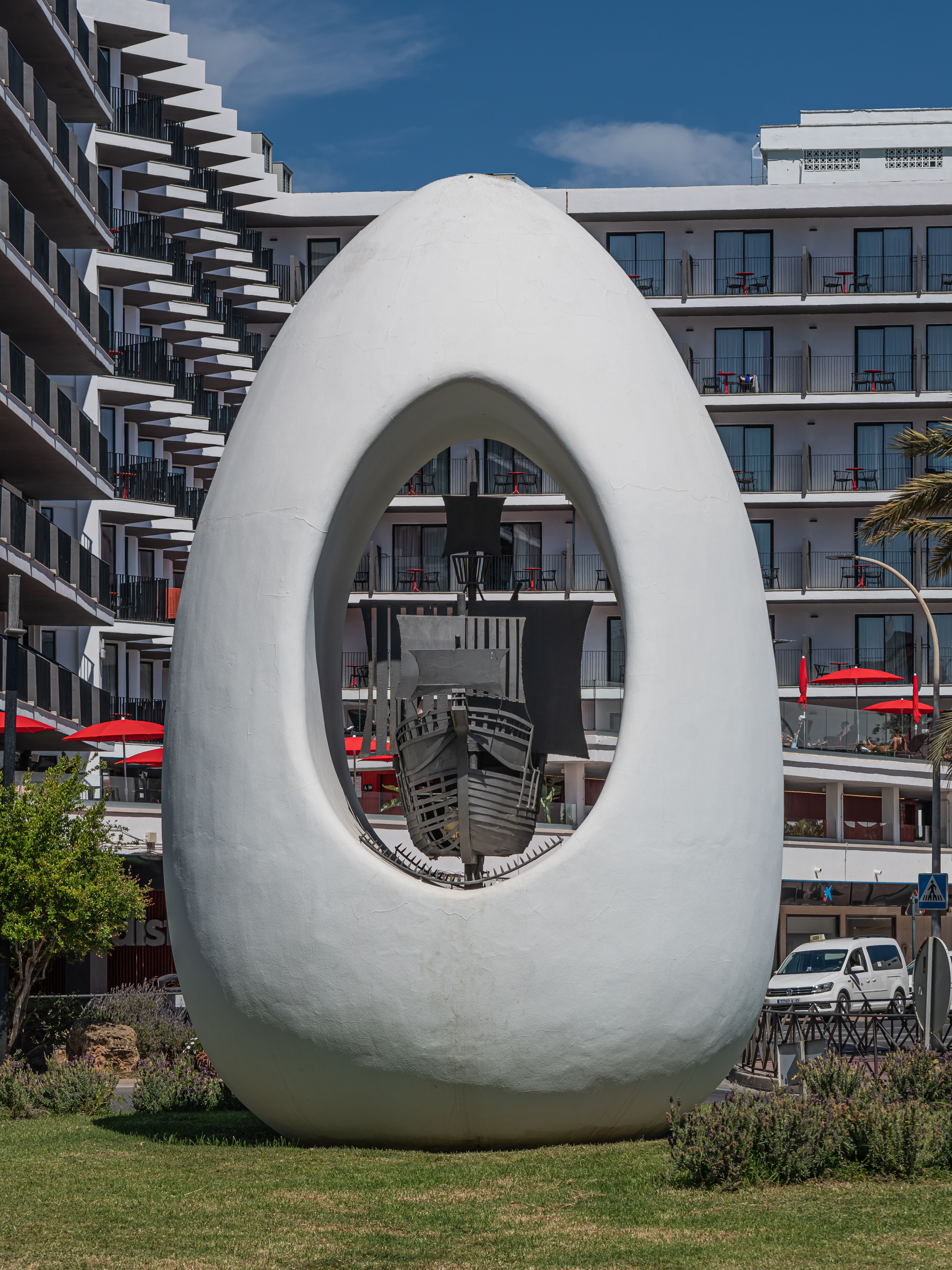
Monument över upptäckten av Amerika i form av ett ägg i Sant Antoni de Portmany, Ibiza, Spanien.

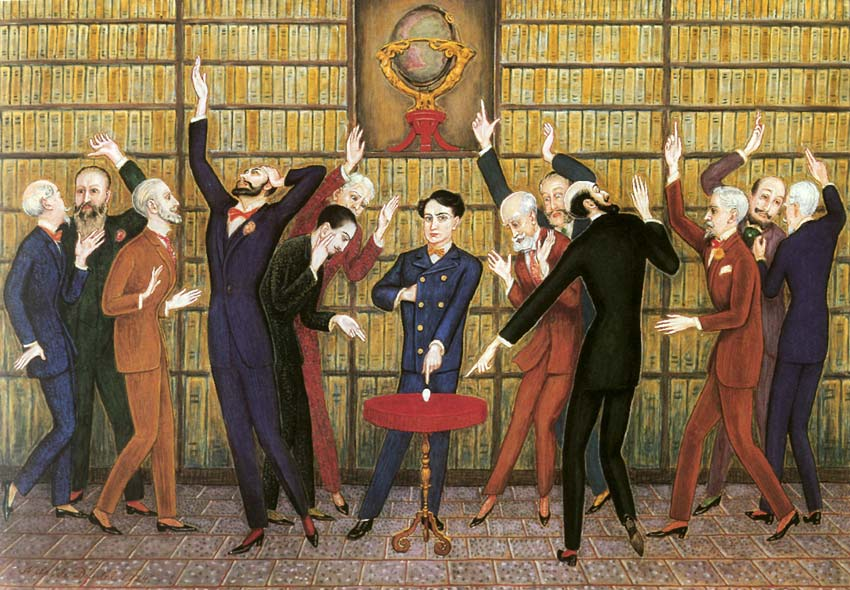
Columbi ägg – målning av Nils Dardel 1924.

Columbi ägg är en parabel som visar att ett problem som kan ses som omöjligt innan man vet lösningen, kan ses som trivialt när lösningen är känd.
Parabeln handlar om problemet att ställa ett ägg på högkant på ett plant underlag (exempelvis ett bord). Efter att många försökt och misslyckats kommer lösningen: att försiktigt knacka ägget mot underlaget så att skalet går sönder något. Ägget kan då stå upp på sin tillplattade ända. 
Parabeln har fått sitt namn efter Christofer Columbus, då den oftast berättas som en anekdot där han har huvudrollen. Anekdoten finns i många varianter där oftast svårigheten i Columbus bedrift att upptäcka Amerika ifrågasätts av ett sällskap eller en individ. Anekdoten finns också i vidareutvecklade varianter där poängen delvis gått förlorad. Exempelvis finns berättelser där Columbus löser problemet före resan till Amerika (inför kung eller drottning), där motparten visar lösningen för Columbus och där lösningen innebär att man får ägget att stå med hjälp av salt på bordet. Första gången som parabeln finns berättad med Columbus i tryck lär vara i ett verk av Girolamo Benzoni (Historia del mondo nuovo, Venedig 1565), drygt 60 år efter Columbus död. 
I boken Vite de più eccellenti architetti, pittori Scultori e Italiani från 1550 skriver Giorgio Vasari om en äldre version av parabeln som utspelas i Florens under tidigt 1400-tal. I denna version handlar det om svårigheten att få till kupolen till Florens domkyrka och där lösningen är att formen av kupolen blir som ett ägg med avplattad ände.